# Facile à lire et à comprendre
 (mars 2023).

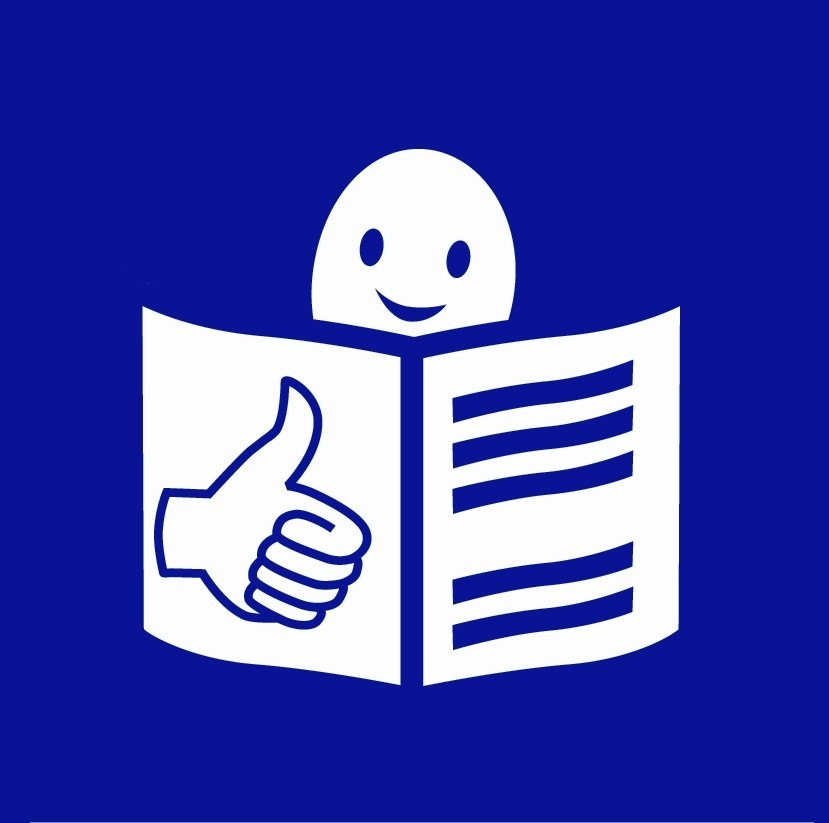
Logo « Facile à lire et à comprendre ».

L'expression FAcile à Lire et à Comprendre (FALC) désigne une manière d'écrire et de parler visant à rendre une information plus facile à lire et à comprendre. 
Le FALC s'adresse notamment aux personnes en situation de handicap mental, mais aussi plus globalement à toute personne ayant des difficultés de compréhension (les personnes âgées, malvoyantes, dyslexiques, en situation d'illettrisme, dont la langue maternelle ou principale n'est pas le français, etc.). Le FALC est donc nécessaire pour certaines personnes, mais la méthode peut être utile pour tout le monde, notamment pour certains textes complexes, techniques ou spécialisés, difficiles à comprendre pour le grand public.
Pour écrire en FALC, il y a toute une série de règles, qui concernent la rédaction et la présentation d'informations écrites, électroniques, audio, vidéo, pictographiques, ainsi que leur présentation (couleurs, contrastes, taille et type polices de caractères, graphisme, type de pictogrammes, etc.). Elles peuvent concerner les histoires, la poésie, l'explication de la science ou d'une langue, tout comme une notice de montage ou d'utilisation d'un objet, un agenda, etc.
Le FALC constitue l'une des réponses au droit des personnes en situation de handicap intellectuel d’obtenir des informations accessibles, c'est-à-dire faciles à lire et à comprendre (cf. article 9 de la Convention des Nations Unies relative aux droits des personnes handicapées). Le FALC fait l'objet d'un consensus dans l'Union européenne. Et des directives similaires existent dans d'autres pays ; par exemple le Easy to read diffusé au Royaume-Uni par la UK Association for Accessible Formats ou le « langage clair et simple » au Canada. Pour qu’un texte (ou autre support de communication, audio, vidéo, graphique…) soit « FALC », il doit avoir été lu et compris par des personnes en situation de handicap intellectuel.
Certains documents administratifs, légaux ou commerciaux ont maintenant une version FALC, identifiés par le logo « Facile à lire et à comprendre ». Des entreprises se sont spécialisées dans la « transcription » et la formation en FALC.

## Histoire
L'idée de produire des règles ou directives pour rendre des textes, documents et sites internet accessibles à un plus grand nombre émerge aux États-Unis en 1972, au sein d'un groupe de personnes en situation de handicap. 
Puis en 1988, en Europe, la Ligue internationale des associations pour les personnes handicapées mentales (ILSMH) devenue Inclusion Europe (es) a développé les Directives européennes pour la  production  d'information dans un langage clair. Ces dernières sont mises à jour en 2009 par l'Union nationale des associations de parents, de personnes handicapées mentales et de leurs amis (Unapei), dans le document L'information pour tous. Règles européennes pour une information facile à lire et à comprendre.
Le FALC est issu d'un partenariat associant huit pays européens de 2007 à 2009, Pathways – Pour la formation continue des personnes handicapées intellectuelles, projet visant à accroître l'accessibilité de programmes de formation pour l'éducation des adultes et pour l'édition de matériel pédagogique en ligne. Ce projet touche aujourd'hui tous les pays et la plupart des langues de l'Union européenne,,.

## Règles
Le FALC est décrit dans un document publié par l'Union nationale des associations de parents, de personnes handicapées mentales et de leurs amis(Unapei). Il y est recommandé d'impliquer des personnes handicapées intellectuelles dans l'écriture ou la traduction de documents « faciles à lire et à comprendre ».

### Les grands principes
Voici un résumé des règles essentielles pour créer un document FALC :
1. connaissance du public « cible » : qui utilisera les informations ? quel sont ses besoins pour la comprendre ? ;
2. format approprié : trouver la meilleure forme pour présenter ces informations (ex. : un schéma, des pictogrammes, une présentation BD ou vidéo peuvent être plus faciles à comprendre pour certaines personnes que des informations écrites) ;
3. langage approprié, c'est-à-dire correspondant le mieux au public-cible (ex. : pas de langage enfantin pour des informations destinées aux adultes et inversement) ;
4. clarté du sujet : s'assurer que le public-cible comprenne bien le sujet (⇒ Expliquer clairement le sujet et tous les concepts ou mots difficiles qui y sont liés) ;
5. impliquer des personnes handicapées intellectuelles à propos du sujet : qu'en dire ? où et quand publier l'information et de quelle manière ? vérifier que les informations soient réellement faciles à lire et à comprendre ;
6. mots simples et précis ; attention aux pronoms « je », « lui » ou « il » (en cas de doute, les remplacer par le nom de la personne ou de la chose en question) ;
7. éviter les concepts difficiles (ou les expliquer clairement, dans le texte, pas en note de bas de page) ;
8. donner des exemples pris dans la vie de tous les jours ;
9. vocabulaire constant : utiliser le même mot pour parler de la même chose, tout au long du document ;
10. pas de métaphores, car difficiles à comprendre (parce qu'elles ne signifient pas littéralement ce qui est écrit ou dit) ;
11. mots familiers : pas de mots d'une langue étrangère (sauf si très connus) ; un glossaire peut être proposé à la fin du texte ;
12. pas d'initiales, ni acronymes : préférer le mot en entier ; ou expliquer les initiales si elles sont utiles ;
13. simplifier les nombres (ex. : pourcentages et grands nombres difficiles à comprendre) en préférant des mots comme « peu de », « beaucoup de » par exemple ;
14. phrases courtes (idéalement, une phrase tient sur une ligne et s'il faut deux lignes, la couper à l'endroit où l'on prendrait une respiration à l'oral) ;
15. s'adresser directement aux personnes en utilisant des mots comme « vous » (« tu » pour les enfants) ;
16. utiliser des phrases positives plutôt que négatives (ex. : préférer « Vous devriez rester jusqu’à la fin de la réunion » plutôt que « Vous ne devriez pas partir avant la fin de la réunion ») ;
17. utiliser des phrases actives plutôt que des phrases passives (ex. : « Le médecin vous enverra une lettre » plutôt que « Vous recevrez une lettre envoyée par le médecin ») ;
18. ranger les informations dans un ordre facile à comprendre et facile à suivre ;
19. grouper les informations sur un même sujet ;
20. répéter les informations importantes (et expliquer plusieurs fois les mots difficiles).

### Texte facile à lire et à comprendre
Les règles suivantes définissent un texte FALC : 
- il doit être informatif, indiquer à qui il est destiné, et le sujet qui y sera abordé ;
- il ne donne que les informations utiles ou importantes (mises en valeur par un gras ou en encadré) ;
- sa mise en page et sa forme interne doivent respecter quelques points :
  - le texte est toujours aligné à gauche ;
  - il n'est jamais justifié ;
  - il est aéré (à larges interlignes et à espacement suffisant entre les caractères), avec de larges marges (le texte ne doit pas avoir l'air à l'étroit dans la page) ;
  - il est sans italique, sans lettrines, sans police à caractères à empattement, à contour ou à ombre portée, et, si possible, sans caractères spéciaux tels que \, &, <, § ou # ; et sans abréviations comme « par ex. : » ou « etc. », km, mg, l, min… La ponctuation est simple. Les caractères doivent au moins avoir la taille 14 de la police Arial et bien se détacher sur le fond et ne pas être soulignés. Les mots entièrement en majuscules sont à éviter (sauf noms de famille de personnes).
  - Le style, la police, la mise en forme et le type d'écriture sont identiques tout au long du texte, qui ne doit pas être trop long.
  - Les pages sont numérotées (de la manière suivante : « page 2 sur 4 ») ;
  - Les titres sont courts et annoncent clairement ce qui va suivre ;
  - Les phrases sont courtes ; Chaque phrase nouvelle commence sur une nouvelle ligne. Un mot n'est jamais coupé en fin de ligne [⇒ pas de tiret (-) en fin de ligne] ; Utiliser des points (puces ou  numéros) pour lister des thèmes ou idées dans une même phrase.
- On évite les couleurs tant que possible, car certaines personnes ne les distinguent pas et d'autres peuvent être déconcentrées par certaines couleurs, par la contiguïté de certaines couleurs, leur brillance (doré, argenté), etc.

### Graphiques et tableaux faciles à lire et à comprendre
S'ils sont utiles ou nécessaires, ils doivent être suffisamment grands, clairs et faciles à comprendre, avec si nécessaire une explication sur la manière de les lire.

### Illustrations
Des illustrations aux contenus simples et lisibles, non-métaphoriques, placées en regard du paragraphe qu'elles  illustrent, sont bienvenues. Elles peuvent aider à la compréhension du texte ; il peut s'agir :
- de photographies ;
- de dessins ;
- de symboles et pictogrammes connus.

Il est recommandé de conserver le même style d'illustration, et d'utiliser la même image pour décrire la même chose tout au long d'un même document, tout en veillant à ce que l'illustration soit adaptée au public cible (ex. : pas de dessins pour enfant dans un document destiné à des adultes, et inversement).

### Cas particulier: la poésie facile à lire et à comprendre
Une partie de ces règles ne vaut pas pour la poésie, mais dans ce cas, la lisibilité reste de rigueur, et certaines règles de versification devraient être adaptées (ex. : éviter la majuscule en début de ligne quand il ne s'agit pas d'un début de phrase).

## En France
Plusieurs organismes y ont entrepris, lors de la publication de ces règles, des actions concrètes comme un magazine facile à lire et à comprendre à la région Île-de-France (de 2015 à 2017), ou un rapport RSO en FALC à Pôle emploi en 2015.
Depuis, la diffusion du FALC se poursuit via la publication ponctuelle de documents adaptés en FALC ; par exemple : 
- Pôle emploi publie certains documents, comme son rapport RSE (Responsabilité sociétale des entreprises) en FALC[16] ;
- les fiches santé en FALC de l'Hôpital Fondation Adolphe de Rothschild à l'attention des personnes en situation de handicap mental et d'autisme, à leurs aidants et aux professionnels de santé[17], réalisé en collaboration avec l'association CoActis Santé ;
- guide (en grands caractères) du visiteur de châteaux (ex. : Château de Martainville[18]), de musées (ex. : musée de la Cour d'Or (Metz Métropole)[19] et Centre Pompidou[20] ;
- fiches sur la pandémie de Covid-19 en France, sur le site de Santé publique France[21] ; et à partir de mars 2020, des versions « Facile à lire et à comprendre » des différentes attestations de déplacement en période de confinement ou de couvre-feu sont disponibles sur le site de l'Unapei[22] mais aussi celui du gouvernement français[23].

### Administrations françaises
Dans le cadre du « Programme de simplification et d'amélioration des relations avec les administrés », aussi appelé « Choc de simplification »,le gouvernement français s'engage à rédiger en FALC différents documents : les avis et décisions rendus par les maisons départementales des personnes handicapées (MDPH) et les caisses d'allocations familiales (CAF) », ou en 2018, l'exposé des motifs des projets et propositions de loi.
Exemples de sites administratifs proposant des versions FALC de leur contenu :
- Subventions[27] ;
- France Relance[28] ;
- Événements nationaux[29] ;
- Concours et examens professionnels[30] ;
- Lutte contre les violences et harcèlement sexistes et sexuels dans le spectacle vivant et les arts visuels[31].

### Projet de recherche
De nombreuses associations transcrivent régulièrement des textes pour les rendre accessibles à tous. Mais le nombre des écrits disponibles en FALC reste largement insuffisant.
Un projet de recherche conjoint entre l'Unapei et Institut national de recherche en informatique et en automatique (Inria), Cap'FALC vise à développer un outil numérique améliorant l'accès à l'information pour tous en facilitant la production de textes en FALC grâce à un algorithme d'aide à la transcription.

### Guide technique
- Unapei (oct 2009) du FALC : Facile à lire et à comprendre, édité avec le soutien d’Inclusion Europe et de la Commission européenne  (ISBN 2-35001-013-9) (PDF).